# Masayuki Mori (Schauspieler)

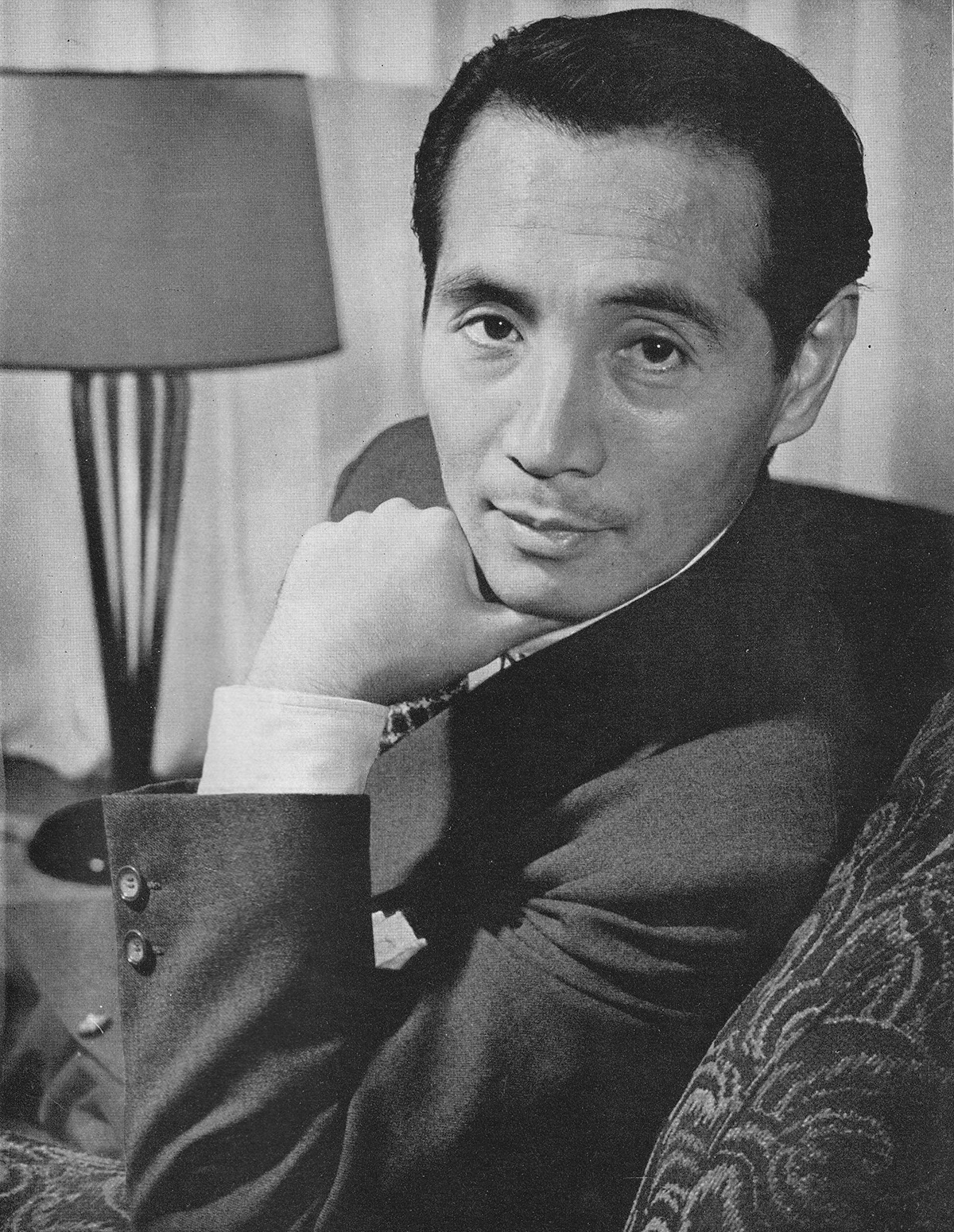
Masayuki Mori (1955)

Masayuki Mori (森 雅之, Mori Masayuki; * 13. Januar 1911 in Sapporo, gebürtig Arishima Yukimitsu; † 7. Oktober 1973 in Tokio) war ein japanischer Schauspieler.

## Leben und Karriere
Arishima Yukimitsu wurde in wohlhabende Verhältnisse als Sohn des bekannten Schriftstellers Arishima Takeo geboren, der mit seiner Geliebten Selbstmord beging, als Yukimitsu zwölf Jahre alt war. Seine Mutter war bereits 1916 an Tuberkulose verstorben. Seinen Geburtsnamen legte er später ab. Er besuchte die Universität Kyōto und begann seine Schauspiellaufbahn als Masayuki Mori zunächst am Theater. 1943 machte er sein Filmdebüt und wirkte 1945 erstmals an zwei Filmen von Akira Kurosawa in Nebenrollen mit. Er wurde schnell beliebt und galt in seiner erfolgreichsten Zeit als einer der renommiertesten Schauspieler seines Landes.
Vor allem durch seine Rollen für Kurosawa erlangte Mori nachhaltige Bekanntheit: In dessen Meisterwerk Rashomon – Das Lustwäldchen verkörperte Mori im Jahr 1950 einen mittelalterlichen Samurai, der in der Folge eines Raubüberfalls ermordet wird und dessen Todesumstände im Film aus mehreren Perspektiven geschildert werden. In dem Liebesdreieck zwischen den Hauptdarstellern Toshirō Mifune, Machiko Kyō und Mori spiegelten sich dabei auch die Pole des japanischen Kinos in den 1950er-Jahren wider: Im Gegensatz zu dem meist betont maskuline und ungeschliffene Figuren spielenden Mifune gab Mori in seinen Filmen häufig den elegant-kultivierten und sensiblen Aristokraten, wofür er durch sein zurückhaltendes und intelligentes Schauspiel prädestiniert war. Mori spielte anschließend bei Kurosawa noch die Titelfigur in der Dostojewski-Verfilmung Der Idiot (1951) sowie einen manipulativen, korrupten Industriellen in Die Bösen schlafen gut (1960), in beiden Filmen verkörperte Mifune rivalisierende Figuren. Mori arbeitete mit weiteren großen Regisseuren seiner Generation zusammen, so mehrfach mit Mikio Naruse bei dessen Sozialdramen, darunter Ukigomo (1955) und Die Mädchen der Ginza (1960). In Kenji Mizoguchis Geistergeschichte Ugetsu – Erzählungen unter dem Regenmond (1953) spielte Mori einen verzauberten Töpfer, der in den Bann einer Geisterfrau gerät.
In den 1960er-Jahren war der inzwischen über 50-jährige Mori zusehends auf Nebenrollen beschränkt und drehte einige Fernsehproduktionen. Als er im Oktober 1973 mit 62 Jahren an einer Krebserkrankung starb, hatte er an rund 90 Film- und Fernsehproduktionen mitgewirkt. Seine Tochter war die Schauspielerin Aoi Nakajima (1945–1991).

## Auszeichnungen
- 1948: Mainichi Eiga Concour als Bester Hauptdarsteller für Anjô-ke no butôkai
- 1956: Kinema-Jumpō-Preis als Bester Schauspieler für Ukigomo
- 1961: Mainichi Eiga Concour als Bester Nebendarsteller für Die Bösen schlafen gut[6]

## Filmografie (Auswahl)
- 1942: Haha no chizu
- 1945: Sugata Sanshiro Fortsetzung (Zoku Sugata Sanshirô)
- 1945: Die Männer, die auf des Tigers Schwanz traten (Tora no O o Fumu Otoko-tachi)
- 1946: Erbauer des Morgens (Asu o tsukuru hitobito)
- 1947: Anjô-ke no butôkai
- 1950: Rashomon – Das Lustwäldchen (Rashōmon)
- 1951: Der Idiot (Hakuchi)
- 1951: Musashino fujin
- 1953: Bruder und Schwester (Ani imôto)
- 1953: Ugetsu – Erzählungen unter dem Regenmond (Ugetsu monogatari)
- 1955: Ukigomo
- 1955: Kokoro
- 1955: Die Prinzessin Yang (Yôkihi)
- 1960: Otôto
- 1960: Die Mädchen der Ginza (Onna ga kaidan wo agaru toki)
- 1960: Die Bösen schlafen gut (Warui yatsu hodo yoku nemuru / 悪い奴ほどよく眠る)
- 1963: Taiheiyô hitoribotchi
- 1970: Zatôichi abare-himatsuri
- 1972: Ken to hana